# Лутер (филм из 2003)
Лутер је биографска драма из 2003. године. Режирао га је Ерик Тил, а сценарио су писали Камила Томасон и Барт Гавиган.

## Радња
Филм почиње тако што се Лутер, захваћен јаком грмљавином, заклиње да ће постати монах.
У следећој сцени, Лутер је монах у Ерфурту. Он је забринут за сопствену грешност, непрестано у страху од Божије казне. Једини који му помаже је његов исповедник Јохан Штаупиц.
Штаупиц одлучује да пошаље Лутера са писмима у Рим, али то негативно утиче на Лутера – уместо светог места, он види место профита и изопачености. Као резултат тога, он баца попуст који је купио за своје рођаке.
По повратку из Рима Штаупиц га шаље на студије у Витенберг. Лутер сумња, али Штаупиц је сигуран да је ово прави избор.
У Витенбергу упознаје свог пријатеља из детињства Спалатина, који сада игра важну улогу на двору изборног кнеза Кнежевине Саксоније Фридриха III Мудрог.
Поред студија и предавања у Витенбергу, Лутер се бави и парохијским радом. Дечак из његове парохије извршио самоубиство. Лутер одлучује да га сахрани на посвећеном тлу, мотивишући дечакову менталну болест. Он такође брине о просјакињи Хани и њеној ћерки. У својим проповедима Лутер почиње да истиче да Бог није извор страха, већ извор љубави.
У овом тренутку у Риму, папа доживљава озбиљне финансијске потешкоће у вези са изградњом катедрале Св. Петра у Ватикану. За њихову дозволу шаље доминиканског монаха Јохана Тецела да прода индулгенције. Видевши индулгенције својих парохијана, Лутер постаје огорчен. Својих 95 теза закуцао је на врата цркве и захтевао јавну расправу.
Да би решио ово питање, кардинала Кајетана шаљу у Немачку у пратњи Ђиролама Алеандера. Алеандер каже Лутеру да мора рећи једну реч лат. revoco (одричем се). Уместо тога, Лутер улази у полемику са кардиналом.
Папа шаље Фридриху Мудром знак своје посебне наклоности – Златну ружу и наговештава да Лутер треба да буде изручен Риму. Али Фридрих је велики дипломата и налази изговор да то не уради.
Схватајући да на овај начин не би било могуће постићи осуду Лутера, питање се упућује на цара Светог римског царства Карла V. На Рајхстагу у Вормсу 1521. од Лутера се тражи да се одрекне својих дела, али Лутер одбија да то учини. Цар има план да ухвати Лутера у повратку, али Фридрих Мудри је испред њега - Лутера су заробили непознати људи и сакрили га у замку. У замку Лутер преводи Библију на немачки.
У ово време у Витенбергу почињу немири које предводи Лутеров пријатељ професор Андреас Карлштат. Становници околних места за све криве Лутера. Фридрих Мудри одлучује да позове Лутера у Витенберг. Пред вратима цркве Лутер проказује побуњенике.
Види и трагове судара. Хода по ратиштима, види гомиле лешева и себе криви за оно што се догодило. У то време, група одбеглих монахиња стиже у Витенберг. Лутер показује бригу за њих, и након неког времена један од њих запроси Лутера да се ожени њоме. Лутер сумња, јер себе сматра кривцем за смрт огромног броја људи, али његова невеста обећава да ће бити брижна жена и да неће пустити непријатеље у њихове животе. Лутер се жени.
У ово време у Риму, у атмосфери великог сиромаштва, одвија се сахрана папе Лава X. Кардинал Кајетан говори кардиналу Алеандеру да је Риму потребан још један папа и да би Лутер могао бити, на шта Алеандар јавља да се Лутер оженио.
Лутер посећује Фридриха Мудрог и даје му свој превод Библије. Изборник је нестрпљив да види превод Библије на свој језик.
Једна од завршних сцена - цар Карло V разговара са принчевима Немачке, захтевајући осуду јеретичких учења. Као одговор на то, Јован Тврди (изборник Саксоније, наследник Фридриха Мудрог) иступи и каже да је спреман да умре за своју веру. Други у публици су следили њихов пример.

## Улоге
| Глумац          | Улога                     |
| --------------- | ------------------------- |
| Џозеф Фајнс     | Мартин Лутер              |
| Алфред Молина   | Јохан Тецел               |
| Џонатан Фирт    | Ђироламо Алеандер         |
| Клер Кокс       | Катарина фон Бора         |
| Питер Јустинов  | Фридрих III               |
| Бруно Ганц      | Јохан фон Штаупиц         |
| Уве Охзенкнехт  | Папа Лав X                |
| Торбен Либрехт  | Император Карло V         |
| Матје Каријер   | кардинал Кајетан          |
| Бенјамин Задлер | Георг Спалатин            |
| Јохан Хорст     | професор Андреас Карлштат |